# Плястуш
Плястуш (на полски: Plastuś) е измислен герой, чието име се появява в романи на Мария Ковнацка „Plastusiowy pamiętnik“ и „Przygody Plastusia“ и в сериал „Plastusiowy pamiętnik“. Това е съвсем мъничко мишле с пластелин с червен цвят. Носи малки, зелени слипове. Има червени уши и нос. Модерила го малко момиченце – Тошя. Той живее в кутия за моливи на Тошя.